# René Justin
 (mai 2011).
Si vous disposez d'ouvrages ou d'articles de référence ou si vous connaissez des sites web de qualité traitant du thème abordé ici, merci de compléter l'article en donnant les références utiles à sa vérifiabilité et en les liant à la section « Notes et références ».
René Justin (1914 - 1982) est un résistant français. Il est considéré comme le sauveur de la Ville d'Ernée (en Mayenne) en 1944. 

## Biographie
Engagé de la 1re heure, René Justin fait évader des prisonniers de guerre français nord-africains du Camp de Vautorte. Il est cofondateur du Groupe de Résistance d'Ernée, dirigé par Pierre Le Donné, avec Romain Gilles, René Justin, René Bourcier, Paul Delhommel... Il se rattache au Mouvement Libération-Nord. Sa capacité d'action est facilitée par le laissez-passer nécessaire à son activité d'agent du téléphone. Soupçonné à la suite d'une dénonciation dès le printemps 1944, il est contrôlé, puis relâché par la Feldgendarmerie. 
Sa famille doit désormais se cacher. Romain Gilles leur trouve un refuge chez Louis Papouin et sa femme Angèle Lucas au village de la Chatterie à Montenay (Angèle est la sœur de Germaine Gilles). Il y apprend à son épouse effondrée, Germaine Justin-Bernard, la mort de sa sœur Élise pendant le bombardement d'Ernée par les Forces alliées le 15 juin 1944. Il fera tout faire pour éviter un second bombardement plus destructeur…
En juin 1944, à la suite d'opérations d'aide au débarquement qui amorce la Bataille de Normandie, c'est l'hécatombe pour le Groupe de Résistance d'Ernée, dirigé par Pierre Le Donné... Plusieurs membres sont arrêtés, torturés et certains fusillés, par les Allemands et la Milice. René Justin prend l'initiative et la tête du reste du Groupe actif. Le Q.G. de la Résistance se déplace au hameau de la Chatterie à Montenay, où se réunissent les membres qui préparent leurs actions de l'été 1944. Germaine Justin-Bernard assure le ravitaillement du Groupe. C'est elle qui habille les Résistants qui en ont besoin, qui coud les brassards et fanions FFI pour la Libération d'Ernée…
C'est donc de la Chatterie que part le groupe de 8 maquisards dirigés par René Justin : il y a Robert Boudot et Jean Jourdain. Après un entretien téléphonique le soir du 3 août avec le capitaine Burns, ils sont appelés à confirmer des renseignements aux Alliés.
Au moment de la Percée d'Avranches, le groupe part le 4 août 1944 au matin. Suivant le cours de l'Ernée, ils rencontrent au Pont Betton du Petit-Val des Allemands qui attendent les Américains. Ils sont sauvés de la fusillade et de la capture par Joseph Lesaulnier. Aidé des frères Boudot, Jean Jourdain réussit à joindre les avant-postes américains à Landivy,, où il est soigné. 
René Justin et Henri Hunault sont conduits près du Q.G. du Général Weaver, il évite l'anéantissement de la ville d'Ernée d'un bombardement américain pourtant prévu pour le 5 août. Grâce aux résistants, les Alliés purent prendre Ernée et Mayenne dès le 5 août, accélérant le cours de la bataille de Normandie.
Justin dirige ensuite, l'Armée Patton de Saint-Hilaire-du-Harcouët à Mayenne en août 1944, dans l'amorce de l'encerclement de la Poche de Falaise. Il participe comme agent de l'Intelligence Service lors de la bataille d'Aron (5 au 12 août 1944).
Après la Libération, il est redouté de Constant Martin, le maire en place. Un professeur attentiste, René Ballayer, va se montrer proche de René Justin. Manquant de sens politique, ce dernier membre évident du comité local de libération d'Ernée (CLL), en laisse la tête à R. Ballayer, chef de la Résistance locale, poste-clé des pouvoirs qui se recomposent dans l'après-guerre. René Justin a conduit les Américains et n'est rentré des combats d'Aron qu'à la mi-août 1944. Bien que ne s'étant pas présenté, René Justin est plébiscité lors des élections municipales d'Ernée de 1946 et attire sur son nom plus de 600 voix. Mais la politique ne l'intéresse pas et il retourne à son métier du téléphone aux PTT et à ses mutations. Nommé à Laval en 1955, il est décoré par Francis Le Basser de la croix de chevalier de l'ordre national du Mérite pour son activité au sein de son administration. C'est une « récompense [d]es mérites distingués, militaires ou civils, rendus à la nation française », instituée par le général de Gaulle en 1963.
Mais dans la région d'Ernée, la bravoure et la mémoire de ce héros de la Résistance pourtant reconnu, vont être glissées dans l'ombre du temps, comme ce fut le cas pour Pierre Le Donné. Les raisons en sont, en partie, politiques… René Justin, meurt en 1982 à Laval.
Vingt ans après sa mort, en 2003, une plaque commémorative a été dévoilée par sa veuve, Germaine Justin-Bernard au Monument du Petit-Val de Larchamp, qui honore les martyrs de la Résistance ernéenne, et celle des GIs américains morts lors des combats de la Libération. Depuis 2008, une rue porte son nom au quartier dit du « Domaine » à Ernée. À la suite d'un travail de recherche approfondi, de nombreux articles lui ont enfin été consacrés en août 2009, pour le 65e anniversaire de la ville qu'il a sauvée.